# Brenda Fricker
Brenda Fricker (Dublino, 17 febbraio 1945) è un'attrice irlandese, vincitrice dell'Oscar alla miglior attrice non protagonista nel 1990 per l'interpretazione ne Il mio piede sinistro.

## Biografia
Nata a Dublino nel 1945 da padre irlandese e madre britannica, nutre da sempre una grande passione per la recitazione. Nel 1961, a soli 16 anni, debutta a teatro. Tre anni dopo, nel 1964, esordisce al cinema in Schiavo d'amore. La fama arriva parecchi anni dopo, quando nel 1990 interpreta la signora Brown nel film Il mio piede sinistro. Questo ruolo le fa vincere un premio Oscar nella categoria miglior attrice non protagonista, oltre che una candidatura ai Golden Globes. Nell'arco di poco tempo diventa una vera e propria star, conosciuta in tutto il mondo. Nel 1992 sarà la signora dei piccioni in Mamma, ho riperso l'aereo: mi sono smarrito a New York (Home Alone 2: Lost in New York). Nel 2002 viene candidata ai Gemini Awards per la sua interpretazione nella serie televisiva Torso: The Evelyn Dick Story.

## Filmografia

### Cinema
- Schiavo d'amore (Of Human Bondage), regia di Bryan Forbes e Ken Hughes (1964)
- La forca può attendere (Sinful Davey), regia di John Huston (1969)
- Il mio piede sinistro (My Left Foot: The Story of Christy Brown), regia di Jim Sheridan (1989)
- Il campo (The Field), regia di Jim Sheridan (1990)
- Mamma, ho riperso l'aereo: mi sono smarrito a New York (Home Alone 2: Lost in New York), regia di Chris Columbus (1992)
- Mia moglie è una pazza assassina? (So I Married an Axe Murderer), regia di Thomas Schlamme (1993)
- Angels, regia di William Dear (1994)
- Un uomo senza importanza (A Man of No Importance), regia di Suri Krishnamma (1994)
- Moll Flanders, regia di Pen Densham (1996)
- Il momento di uccidere (A Time To Kill), regia di Joel Schumacher (1996)
- Masterminds - La guerra dei geni (Masterminds), regia di Roger Christian (1997)
- Quando verrà la pioggia (The Intended), regia di Kristian Levring (2002)
- Veronica Guerin - Il prezzo del coraggio (Veronica Guerin), regia di Joel Schumacher (2003)
- Trauma, regia di Marc Evans (2004)
- Ritorno a Tara Road (Tara Road), regia di Gillies MacKinnon (2005)
- Closing the Ring , regia di Richard Attenborough (2007)
- Stone of Destiny, regia di Charles Martin Smith (2008)
- Albert Nobbs, regia di Rodrigo García (2011)
- Cloudburst - L'amore tra le nuvole (Cloudburst), regia di Thom Fitzgerald (2011)

### Televisione
- The Sinners – serie TV, episodio 2x03 (1971)
- BBC Play of the Month – serie TV, episodio 7x06 (1972)
- Black and Blue – serie TV, episodio 1x03 (1973)
- Play for Today – serie TV, 2 episodi (1976-1978)
- Coronation Street – serie TV, 4 episodi (1977)
- Z Cars – serie TV, 2 episodi  (1978)
- People Like Us – miniserie TV, 1 puntata (1978)
- Teleford's Change – serie TV, episodio 1x03 (1979)
- BBC2 Playhouse – serie TV, 2 episodi (1981)
- Juliet Bravo – serie TV, episodio 2x13 (1981)
- Angels – serie TV,  3 episodi (1982)
- Cockles – serie TV episodio 1x02 (1984)
- Casualty – serie TV, 72 episodi (1986-2010)
- Seekers – serie TV, 2 episodi (1993)
- I Was a Rat – miniserie TV, 3 puntate (2001)
- No Tears – miniserie TV, 4 puntate (2002)
- Torso: The Evelyn Dick Story, regia Alex Chapple – film TV (2002)
- Call Me: The Rise and Fall of Heidi Fleiss, regia di Charles McDougall – film TV (2004)
- Beautiful People – serie TV, episodio (2008)
- Forgive Me – serie TV, 3 episodi (2013-2015)

### Doppiatrice
- The Miracle Club, regia di Thaddeus O'Sullivan (2023)

## Teatro
- L'aratro e le stelle, di Sean O'Casey, regia di Bill Bryden. National Theatre di Londra (1977)
- Lavender blue, di John Mackendrick, regia di Sebastian Graham-Jones. National Theatre di Londra (1977)
- Lost Worlds, di Wilson John Haire, regia di Robert Kidd. National Theatre di Londra (1978)
- Summer, di Hugh Leonard, regia di Stephen Hollis. Watford Palace Theatre di Watford (1979)
- La gatta sul tetto che scotta, di Tennessee Williams, regia di Gilbert Cates. Geffen Playhouse di Los Angeles (2005)

## Riconoscimenti
- Premio Oscar
  - 1990 – Miglior attrice non protagonista per Il mio piede sinistro
- Golden Globe
  - 1990 – Candidatura alla miglior attrice non protagonista per Il mio piede sinistro
- Gemini Awards
  - 2002 – Candidatura alla miglior attrice non protagonista in una serie TV drammatica per Torso: The Evelyn Dick Story
- Festival di Taormina
  - 2010 – Premio alla carriera

## Doppiatrici italiane
Nelle versioni in italiano delle opere in cui ha recitato, Brenda Fricker è stata doppiata da:
- Noemi Gifuni in Il mio piede sinistro
- Marzia Ubaldi in Mamma, ho riperso l'aereo: mi sono smarrito a New York
- Stefanella Marrama in Mia moglie è una pazza assassina?
- Paila Pavese in Angels
- Miranda Bonansea in Moll Flanders
- Vittoria Febbi in Il momento di uccidere
- Renata Biserni in Quando verrà la pioggia
- Angiolina Quinterno in Veronica Guerin - Il prezzo del coraggio
- Rita Savagnone in Trauma
- Sonia Scotti in Ritorno a Tara Road
- Antonella Rinaldi in Closing the Ring
- Silvia Tortarolo in Albert Nobbs
- Lorenza Biella in Cloudburst - L'amore tra le nuvole